# マリー＝ヴィクトワール・ルモワーヌ
マリー＝ヴィクトワール・ルモワーヌ（Marie-Victoire Lemoine、1754年 - 1820年12月2日）はフランスの画家である。18世紀生まれの女性としては珍しく結婚しないで画家として活動。子供や女性の肖像画を多く描いた。 

## 略歴
パリで生まれた。妹に、画家になったマリー＝エリザベート・ルモワーヌとマリー＝ドニーズ・ルモワーヌがいる。母方のいとこのジャンヌ＝エリザベート・ショーデも画家として活動した。
1770年代の初めに歴史画家のフランソワ＝ギヨーム・メナジョの弟子になり、画家で画商のジャン＝バティスタ＝ピエール・ルブランが購入した邸で働いた。1776年にルブランと結婚する有名な女性画家のエリザベート＝ルイーズ・ヴィジェ＝ルブランのスタジオはすぐ近くで、ルモワーヌはヴィジェ＝ルブランからも学んだと考えられている。
1779年から両親の家で暮らし、その年、ジャーナリストのパン・ド・ラ・ブランシェリーが設立した展覧会、Salon de la Correspondance に出展した。この展覧会は美術アカデミー会員以外の芸術家が参加できた。フランス革命後パリのサロンに女性の参加が認められるようになり、1796年から1804年の間に5回、作品がサロンに受理され、60歳になった1814年にもサロンに出展した。後に妹のマリー＝エリザベートと暮らし、1811年に妹が亡くなった後もパリで暮らした。最後のサロンの出展から6年後の1820年にパリで亡くなった。

## 作品

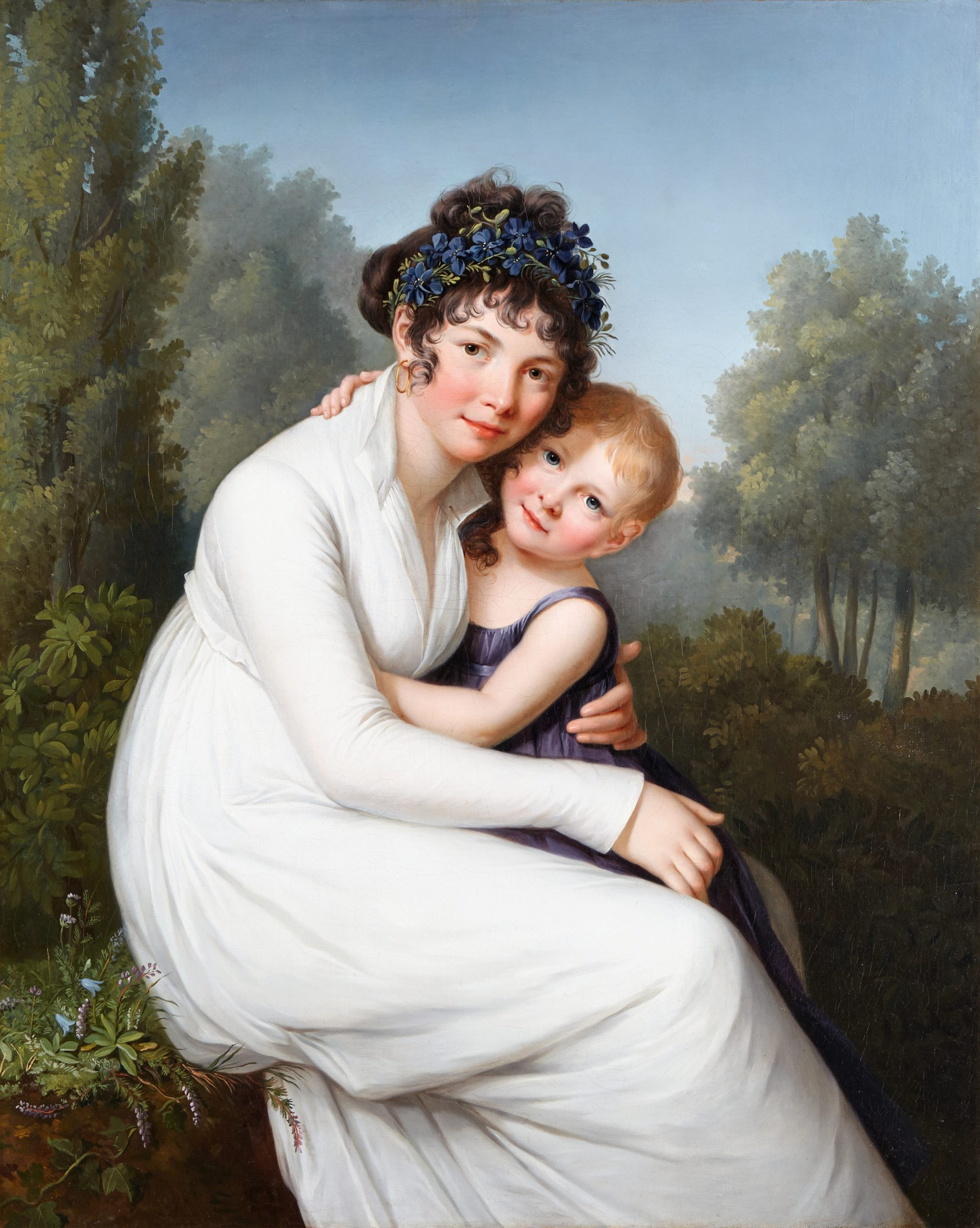
マリー＝ジュヌヴィエーヴ・ルモワーヌと娘(c.1800)
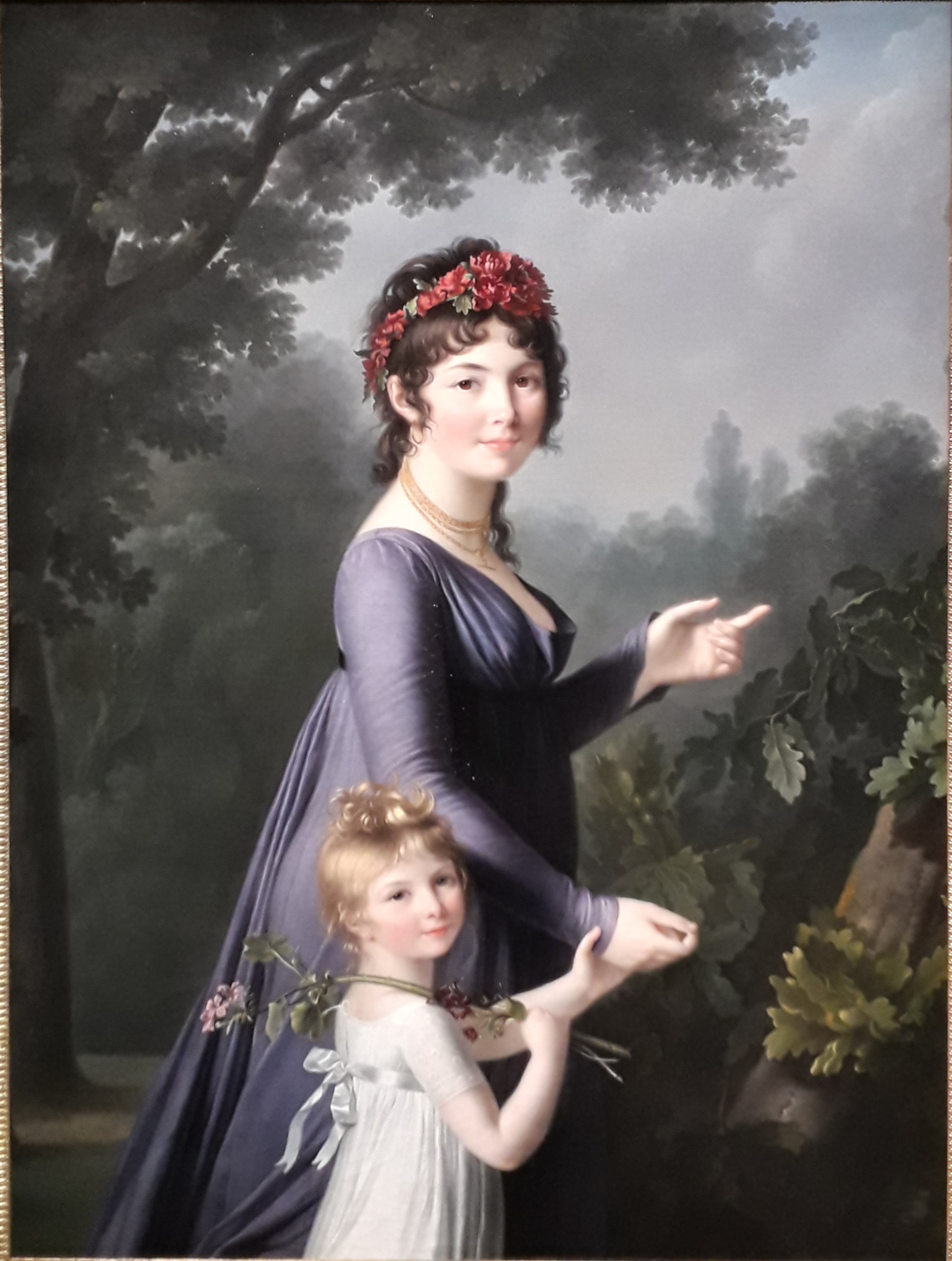
マリー＝ジュヌヴィエーヴ・ルモワーヌと娘(c.1802)
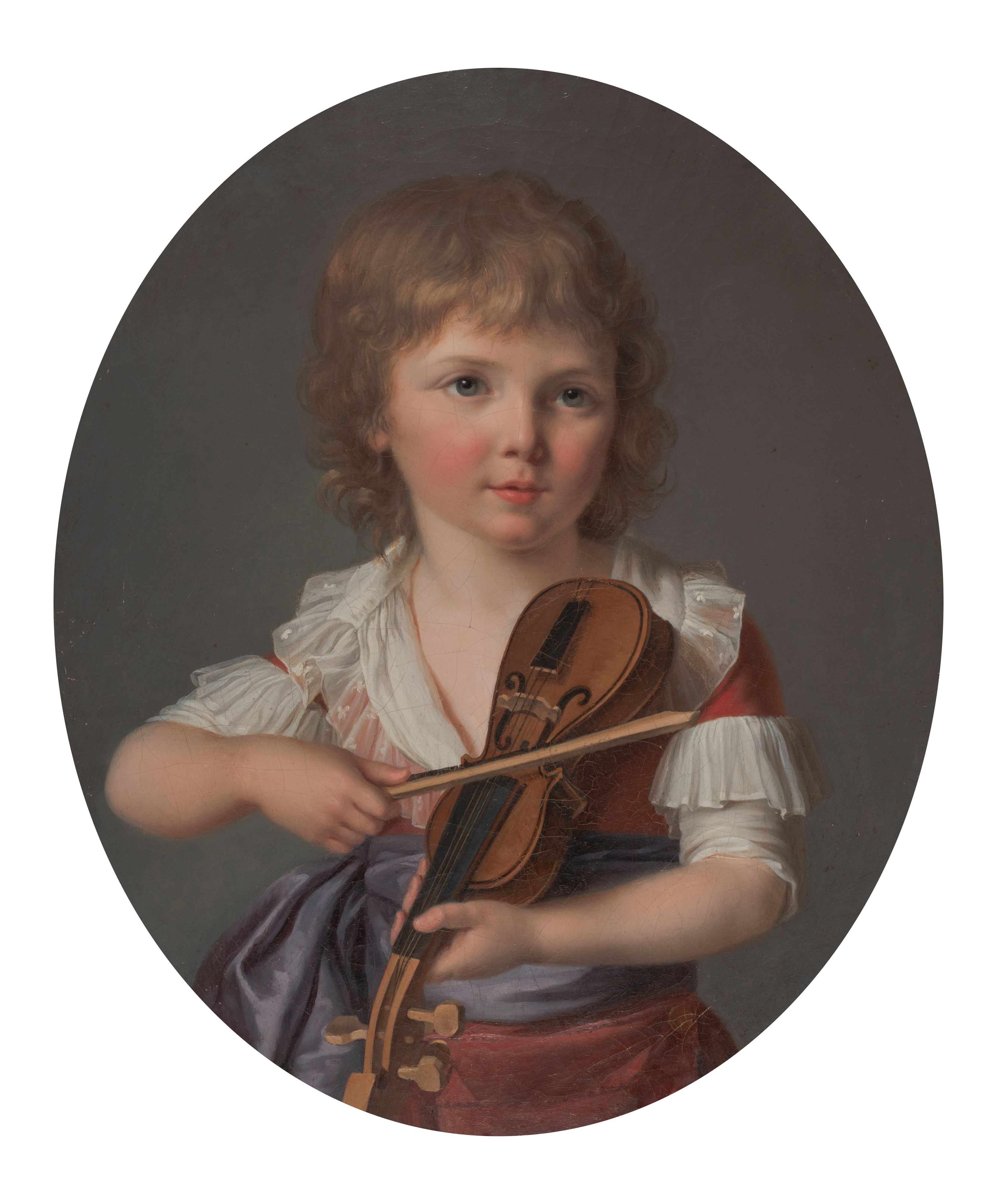
バイオリンを弾く甥の肖像画
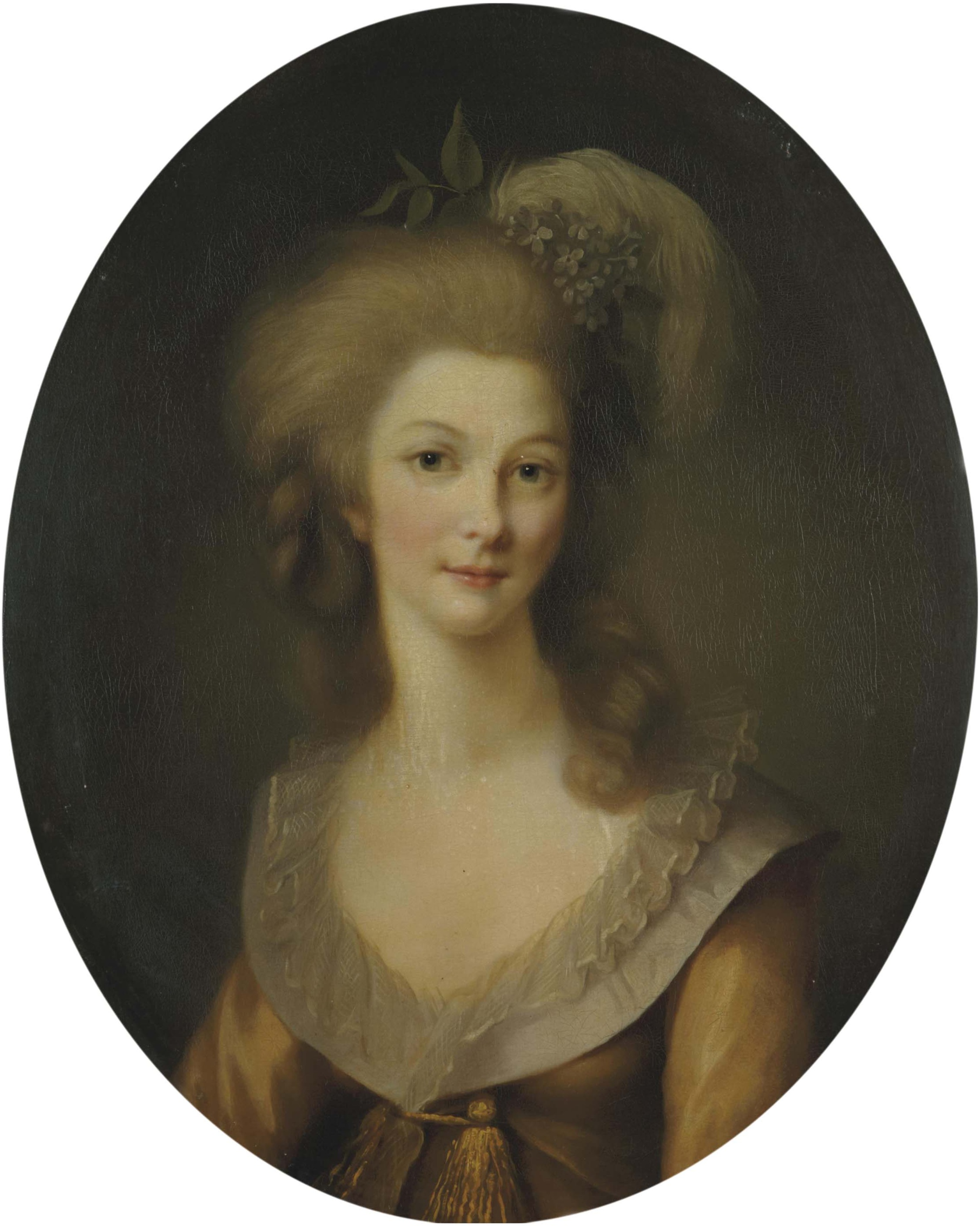
ランバル公妃マリー・ルイーズの肖像画 (1779)